# Mariana Borelli
Mariana Borelli (* 30. Oktober 1992 in Mar del Plata) ist eine argentinische Leichtathletin, die im Mittelstreckenlauf antritt. Auch ihre Zwillingsschwester Florencia Borelli ist als Leichtathletin aktiv.

## Sportliche Laufbahn
Erste internationale Erfahrungen sammelte Mariana Borelli 2011 bei den Südamerikameisterschaften in Buenos Aires, bei denen sie im 800-Meter-Lauf in 2:09,59 min den achten Platz belegte, wie auch bei den anschließenden Panamerikanischen-Juniorenmeisterschaften in Miramar in 2:17,28 min. Daraufhin gewann sie bei den Juniorensüdamerikameisterschaften in Medellín in 3:56,53 min die Bronzemedaille mit der argentinischen 4-mal-400-Meter-Staffel und wurde über 800 Meter in 2:13,39 min Fünfte. Im Jahr darauf gewann sie bei den U23-Südamerikameisterschaften in São Paulo in 3:58,86 min erneut die Bronzemedaille mit der Staffel und erreichte im Einzelbewerb in 2:09,44 min den vierten Platz. 2013 erreichte sie bei den Südamerikameisterschaften in Cartagena in 2:08,96 min den fünften Rang über 800 Meter und klassierte sich im 1500-Meter-Lauf in 4:38,30 min auf dem elften Platz. 2014 nahm sie erstmals an den Südamerikaspielen in Santiago de Chile teil und gewann dort in 2:07,57 min die Silbermedaille über 800 Meter hinter der Uruguayerin Déborah Rodríguez. Zudem wurde sie über 1500 Meter in 4:26,94 min Vierte. Anschließend gelangte sie bei den Ibero-Amerikanischen Meisterschaften in São Paulo in 2:06,96 min bzw. 4:24,13 min auf die Plätze fünf und neun. Bei den U23-Südamerikameisterschaften in Montevideo gewann sie in 2:09,24 min die Bronzemedaille über 800 Meter, belegte über 1500 Meter in 4:33,13 min den vierten Platz und wurde mit der Staffel disqualifiziert.
2015 nahm sie über 800 Meter an den Südamerikameisterschaften in Lima teil und belegte dort in 2:09,72 s den fünften Platz, während sie zwei Jahre später bei den Südamerikameisterschaften in Luque mit 2:15,93 min auf den zehnten Platz gelangte. 2018 nahm sie erneut an den Südamerikaspielen in Cochabamba teil und gelangte dort in 2:17,89 min auf den sechsten Platz. Anschließend gewann sie bei den Ibero-Amerikanischen Meisterschaften in Trujillo in 4:20,74 min die Bronzemedaille über 1500 Meter hinter der Spanierin Solange Pereira und María Pía Fernández aus Uruguay. Zudem wurde sie über 800 Meter in 2:08,63 min Vierte. Im Jahr darauf sicherte sie sich bei den Südamerikameisterschaften in Lima in 4:27,83 min die Silbermedaille über 1500 Meter hinter der Uruguayerin Fernández und belegte über 800 Meter in 2:09,35 min den siebten Platz. Anschließend nahm sie über 1500 Meter erstmals an den Panamerikanischen Spielen ebendort teil und gelangte dort mit 4:22,50 min auf den zehnten Platz. 2020 gewann sie bei den erstmals ausgetragenen Hallensüdamerikameisterschaften in Cochabamba in 2:16,99 min die Silbermedaille hinter Déborah Rodríguez aus Uruguay und über 1500 Meter sicherte sie sich in 4:38,29 min die Bronzemedaille hinter Fernández und der Bolivianerin Jhoselyn Camargo. Im Jahr darauf gewann sie dann bei den Südamerikameisterschaften in Guayaquil mit neuer Bestleistung von 4:15,61 min die Bronzemedaille hinter der Venezolanerin Joselyn Brea und María Pía Fernández. 2022 kam sie bei den Ibero-Amerikanischen Meisterschaften in La Nucia über 1500 Meter nicht ins Ziel und gewann im Oktober in 4:16,49 min die Silbermedaille bei den Südamerikaspielen in Asunción hinter ihrer Landsfrau Fedra Luna.
2023 kam sie bei den Südamerikameisterschaften in São Paulo über 1500 Meter nicht ins Ziel und gelangte dann bei den Panamerikanischen Spielen in Santiago de Chile mit 4:28,37 min auf Rang zehn.
2011 und 2013, 2014 und 2016 sowie 2018 und 2019 wurde Borelli argentinische Meisterin im 800-Meter-Lauf sowie 2016 und von 2020 bis 2023 über 1500 Meter.

## Persönliche Bestleistungen
- 800 Meter: 2:06,96 min, 2. August 2014 in São Paulo
  - 800 Meter (Halle): 2:16,99 min, 2. Februar 2020 in Cochabamba
- 1000 Meter: 2:43,61 min, 20. November 2021 in Mar del Plata (argentinischer Rekord)
- 1500 Meter: 4:13,37 min, 25. Mai 2022 in Huelva
  - 1500 Meter (Halle): 4:38,29 min, 1. Februar 2020 in Cochabamba
- Meile: 4:37,14 min, 15. Mai 2021 in Mar del Plata (argentinischer Rekord)
- 3000 Meter: 9:22,50 min, 1. Oktober 2023 in Mar del Plata